# Tapti
El riu Tapti, nom clàssic Tapi (sànscrit: तापी), és un riu ubicat a la regió central de l'Índia. És un dels rius principals de la península índia amb una longitud de 724 km. És un dels tres rius -els altres són el Narmada i el Mahi- que corre de l'est cap a l'oest.
El riu neix a l'est de les muntanyes de Satpura, al sud de l'estat de Madhya Pradesh i flueix cap a l'oest, fins a la regió de Nimar a Madhya Pradesh, Khandesh i a l'est de Vidarbha a Maharashtra, totes aquestes regions són ubicadesa al nord-oest de l'altiplà de Decan, abans de la seva desembocadura al golf de Khambhat al mar d'Oman, a l'estat de Gujarat.
Els Ghats Occidentals i les muntanyes de Sahyadri estan al sud del riu Tapti, prop de la frontera entre els estats de Gujarat i Maharashtra.

## Nom
El riu Tapti prové del districte de Betul, del lloc anomenat Multai. el nom en sànscrit de la ciutat de Multai és Multapi. Aquest és, doncs, el significat de l'origen de Tapi o riu Tapti.
El riu Tapi ubicat a Tailàndia fou anomenat després del riu Tapti de l'Índia l'agost del 1915.